# Paratryssaturus minutus
Paratryssaturus minutus är en kvalsterart som först beskrevs av Hopkins 1969.  Paratryssaturus minutus ingår i släktet Paratryssaturus och familjen Aturidae. Inga underarter finns listade i Catalogue of Life.